# NGC 1702
NGC 1702 ist die Bezeichnung eines offenen Sternhaufens im Sternbild Mensa. Das Objekt wurde am 3. August 1826 von James Dunlop entdeckt.